# Sovice
Sovice (Noctuidae), su velika porodica noćnih leptira s više od 25 000 vrsta.
Tijela su im zdepasta, ticala duga i četinasta, rilce jako razvijeno. Postoje manje razlike među spolovima. Danju pokrivaju tijelo prednjim krilima, miruju na kori drveća (neke vrste na tlu). Krila su zaštitne boje s pjegama koje nalikuju na sovine oči (otuda ime).
Gusjenice sovica oštećuju usjeve i povrće.
Najpoznatija vrste koje žive u Hrvatskoj su hmeljeva sovica (Hypena rostralis), danju miruje krila položenih u obliku trokuta, crvena lenta (Catocala nupta), ima na stražnjim krilima velike crvene šare, usjevna sovica (Euxoa segetum).

## Potporodice
- Acontiinae
- Acronictinae
- Aganainae
- Amphipyrinae
- Bagisarinae
- Bryophilinae
- Calpinae
- Catocalinae
- Condicinae
- Cuculliinae
- Dilobinae
- Eriopinae Herrich-Schäffer, 1851
- Eublemminae Forbes, 1954
- Euteliinae
- Glottulinae
- Hadeninae
- Heliothinae
- Herminiinae Leach, 1815
- Hypeninae Herrich-Schäffer, 1851
- Hypenodinae Forbes, 1954
- Micronoctuinae
- Noctuinae Latreille, 1809
- Plusiinae
- Psaphidinae
- Raphiinae
- Rivulinae Grote, 1895
- Scolecocampinae Grote, 1883
- Stictopterinae
- Stiriinae
- Strepsimaninae
- Xyleninae

### Popis rodova
Rodovi